# Àngels Ribé
Àngels Ribé, née à Barcelone en 1943, est une artiste conceptuelle espagnole dont l'œuvre est reconnue dès les années 1970, particulièrement remarquée par son travail sur l'égalité des sexes et le genre, dans le contexte de la fin de la dictature franquiste et de la Transition démocratique.

## Biographie
Àngels Ribé commence sa carrière professionnelle à Paris en 1969, puis s'installe en Amérique du Nord où elle travaille avec de nombreux artistes tels que Vito Acconci, Laurie Anderson, Gordon Matta-Clark, Lawrence Weiner, Hannah Wilke, Martha Wilson et Krzysztof Wodiczko.
Récipiendaire du Prix national d'arts plastiques en 2019 et de la célèbre récompense de la Croix de Saint-Georges en 2021, elle est aujourd'hui considérée comme l'une des plus grandes artistes catalanes contemporaines, avec Eulàlia Grau, Esther Ferrer, Fina Miralles Nobell, Eugènia Balcells et Eulàlia Valldosera.
Elle est l'une des pionnières de l'art féministe en Europe et dans le monde.

## Œuvres notables
- 1969 : Laberint, Acció al parc, Escuma, Intersecció de llum, Intersecció de pluja et Intersecció d'onada ;
- 1970 : 3 punts ;
- 1972 : Transport d'un raig de llum ;
- 1973 : Invisible Geometry, Light Interaction et Wind Interaction ;
- 1974 : N.A.M.E. et Vehicule ;
- 1975 : Two Main Subjective Points on an Objective Trajectory ;
- 1977 : Can't Go Home ;
- 1978 : Amagueu les nines, que passen els lladres et Triangle ;
- 1979 : Ornamentació ;
- 1983 : Paisatge ;
- 2022 : From above[8], à Valence (France)[9].